# Stilelibero
Stilelibero is het achtste studioalbum van de Italiaanse zanger Eros Ramazzotti. Het werd uitgebracht in 2000.

## Nummers
1. L'ombra del gigante
2. Fuoco nel fuoco
3. Lo spirito degli alberi
4. Un angelo non è
5. L'aquila e il condor
6. Più che puoi (duet met Cher)
7. Il mio amore per te
8. E ancor mi chiedo
9. Improvvisa luce ad Est
10. Nell'azzurrità
11. Amica donna mia
12. Per me per sempre